# Phoebe Stänz
Phoebe Stänz, född 7 januari 1994 i Zetzwil, Aargau, är en schweizisk ishockeyforward. Hon har representerat Schweiz i OS en gång, i Sotji, där det blev brons. I bronsmatchen mot Sverige gjorde hon 2–2 i matchen som Schweiz vann 4–3.
Stänz spelar collegehockey för Yale Bulldogs.